# SpaceCamp
SpaceCamp (SOS Equipo Azul en España y Campo espacial en Hispanoamérica) es una película estadounidense de 1986 dirigida por Harry Winer y protagonizada por Kate Capshaw, Lea Thompson y Tate Donovan.

## Argumento
Andie Bergstrom es una astronauta que ha soñado desde su infancia a ir al espacio. Sin embargo ella no fue seleccionada para participar en una misión a bordo del transbordador espacial y, a pedido de su marido Zack, otro astronauta, se ha convertido en vez de ello temporalmente en instructora en un Campamento Espacial en el Centro Espacial Kennedy, cerca de Cabo Cañaveral, cosa frustrante para ella. 
Allí se ocupa del llamado Equipo Azul, un grupo de varios adolescentes que podrán aprender en tres semanas todo lo relacionado con el programa espacial de la NASA, y realizar un entrenamiento parecido al de los astronautas. Los adolescentes que participan son Kathryn, Rudy, Tish, Kevin y un joven de doce años llamado Max, que participa, porque ha estado en la sección infantil dos veces seguidas. Durante ese tiempo Max conoce un robot llamado Jinx que no fue enviado al espacio, porque se sobrecalentaba y cumplía órdenes demasiado literalmente. Ambos se vuelven amigos y están juntos. Mientrastanto Kathryn y Kevin empiezan una relación romántica.
Un día Max desea a escondidas ir al espacio y Jinx le oye. Se encarga por ello, una vez que el equipo está en el transbordador espacial Atlantis como parte del entrenamiento, a que vuelen al espacio. Ahora el equipo tiene que luchar para poder volver a casa teniendo solo 12 horas de oxígeno bajo el mando de Andie y teniendo además ninguna posibilidad de comunicarse con la NASA. 
Andie consigue solucionar el problema llevando el transbordador a la estación espacial en construcción Dédalos, donde ya han instalado bombonas de oxígeno, cosa que ella ya sabe. Allí, a través de trabajo de equipo y utilizando todo lo que aprendieron, consiguen de la estación de forma muy apretada el oxígeno necesario para poder volver.
Sin embargo Andie tiene luego un accidente al regresar, por lo que no puede pilotar el transbordador a la Tierra. También necesitan aterrizar combinándolo con la NASA sabiendo que ya no pueden coger más oxígeno estando Andie incapacitada para actuar como astronauta. Consiguen solucionar el problema con el establecimiento de contacto con la NASA utilizando para ello el código morse, algo que Jinx se encarga en tierra de que lo pueda saber la NASA. Sin embargo Kathryn, a quien Andie entrenó duramente, porque la ve como capaz de hacerlo, tiene aun así que pilotar el transbordador para poder llevarlos a casa entrando para ello en la atmósfera bajo un ángulo específico, siendo eso un acto muy peligroso. 
Utilizando todas sus habilidades, ella, con la guía de Andie, consigue hacerlo. Una vez terminada la pesadilla, ellos llegan a la atmósfera terrestre. Allí la NASA toma el control del transbordador y los aterriza en White Sands mientras que todos felicitan a Kathryn que señala, que aun así fue la labor de todos.

## Reparto
- Kate Capshaw - Andie Bergstrom
- Lea Thompson - Kathryn Farily
- Kelly Preston - Tish Ambrose
- Larry B. Scott - Rudy Tyler Manson
- Joaquin Phoenix - Max
- Tate Donovan - Kevin Donaldson
- Tom Skerritt - Zach Bergstrom
- Frank Welker - Voz de Jinx

## Producción
La producción tuvo muchos retrasos. Se rodó para hacerla de forma parcial en el Centro Espacial y de Cohetes de Huntsville, Alabama, que sirvió de ubicación para el primer campamento espacial, siendo también el único que queda en el presente.

## Estreno
Con una fecha de estreno establecida para el año 1986, se encontró con un serio problema cuando el verdadero transbordador Challenger explotó a los setenta y cuatro segundos de su despegue, acabando con la vida de siete astronautas americanos. Tras el desastre, fue imperativo retrasar el estreno varios meses. También fue por ello una pesadilla en el marketing del filme.

## Recepción
La película fue un fracaso en taquilla. Recaudó diez millones de dólares mientras que los costes de la producción del largometraje fueron de 25 millones. También fue muy criticada por los críticos. Aun así la obra cinematográfica terminó con el tiempo gozando de popularidad. Por ello Disney+ decidió hacer una adaptación de ella habiendo ya puesto en marcha el proyecto al respecto. También cabe destacar que la película fue el debut como actor en el cine del famoso actor Joaquin Phoenix.
En el presente la película ha sido valorada en los portales de información cinematográfica y entre la crítica profesional. En IMDb, recibió con 15 208 votos registrados una media ponderada de 5,7 sobre 10. En Rotten Tomatoes, los críticos, 13 en total, le dan una valoración de 5,1 de 10 mientras que los usuarios, más de 10 000 en total, le dan una valoración de 3,3 de 5. En Metacritic obtiene una valoración profesional de 40 sobre 100 computando 9 críticas, lo que implica "opiniones mixtas", y una puntuación media de 6,6 sobre 10 entre los usuarios del portal web.